# Kościół Najświętszej Maryi Panny Wniebowziętej w Kopanicy
Kościół Najświętszej Maryi Panny Wniebowziętej w Kopanicy – rzymskokatolicki kościół parafialny we wsi Kopanica, w gminie Siedlec, w powiecie wolsztyńskim, w województwie wielkopolskim. Należy do dekanatu zbąszyńskiego. Mieści się przy ulicy Poniatowskiego.

## Historia i wyposażenie
Parafia została erygowana w 1408 roku. Na miejscu świątyni drewnianej z 1688 roku została zbudowana w 1885 roku obecna, neogotycka, murowana świątynia. Do wyposażenia kościoła należą: kielich barokowy z 1680 roku, według zatartego napisu ufundowany zapewne przez M. Loykowicza, z literami fundatora ML DB PR na stopie, pacyfikały w formie krzyża z XVII stulecia, ze stopą z około 1700 roku z symbolem złotnika Krzysztofa Neumanna z Poznania, mniejszy: krzyż pochodzi z XVII stulecia, zaś stopa z pierwszej połowy XVIII stulecia.
W kościele znajduje się tablica pamiątkowa z 1930 roku odsłonięta staraniem proboszcza Franciszka Nowaka, poświęcona tragicznym wydarzeniom w Kargowej z 1793 roku. Wówczas żołnierze kapitana Kazimierza Więckowskiego polegli w czasie stawiania oporu pruskim wojskom zajmującym Wielkopolskę.